# Castianeira zetes
Castianeira zetes es una especie de araña araneomorfa del género Castianeira, familia Corinnidae. Fue descrita científicamente por Simon en 1897.
Habita en Pakistán, India y Bangladés.